# Defogliatrice
La defogliatrice è una macchina agricola usata soprattutto per la lavorazione della vite. Il suo utilizzo è mirato ad eliminare le foglie che coprono il grappolo d'uva per permettere una migliore maturazione e qualità dei mosti.

## Descrizione
È una macchina di tipo portato, quindi non trainata ma applicata e azionata mediante la presa di forza del trattore e/o dall'impianto idrodinamico ed elettrico del trattore stesso. Ne esistono di diversi tipi, le principali sono:
- a rulli;
- a lame;
- pneumatica.

La defogliatura della vite è una pratica in uso da anni in molte zone e per molte qualità di uva. Viene eseguita anche a mano ma è un'operazione che richiede tempo e, per le grandi estensioni, molta manodopera; inoltre il periodo utile per la maturazione dei grappoli si riduce a poche settimane. L'utilizzo di queste macchine ha abbattuto i tempi di esecuzione della lavorazione, lasciando più tempo per la migliore maturazione.
Inoltre con l'esperienza in campo e, stagione dopo stagione, monitorando il tipo di lavoro eseguito dalle defogliatrici, si è riscontrato che la sua azione non si limita a migliorare la maturazione ma ha anche un potere pulente sul grappolo dopo la fioritura. Questo potere si limita alla defogliatrice di tipo pneumatico, essa infatti funziona mediante un compressore che comprime l'aria e la libera violentemente attraverso degli ugelli montati su un rotore che agisce a pochi centimetri dal frutto. La foglia essendo fragile viene spazzata via senza fare danno ai grappoli e questi ultimi, specie dopo la fioritura, ne traggono beneficio; i residui della fioritura infatti portano malattie e l'azione soffiante della macchina lo pulisce perfettamente.